# David López (labdarúgó, 1989)
David López (Barcelona, 1989. október 9. –) spanyol labdarúgó, a Girona hátvédje.

## Pályafutása
López a spanyolországi Barcelona városában született. Az ifjúsági pályafutását a Sant Cugat, a Mercantil és a Damm csapatában kezdte, majd az Espanyol akadémiájánál folytatta.
2008-ban mutatkozott be az Espanyol első osztályban szereplő felnőtt keretében. 2009 és 2013 között a Terrassa, a Leganés és a Huesca csapatát erősítette kölcsönben. 2014-ben az olasz első osztályban érdekelt Napolihoz igazolt. 2016-ban visszatért az Espanyolhoz. 2022. július 25-én egyéves szerződést kötött a Girona együttesével. Először a 2022. augusztus 14-ei, Valencia ellen 1–0-ra elvesztett mérkőzésen lépett pályára. Első gólját 2022. október 23-án, az Osasuna ellen hazai pályán 1–1-es döntetlennel zárult találkozón szerezte meg.

## Statisztikák
2022. december 29. szerint
| Klub     | Szezon   | Osztály          | Bajnokság | Bajnokság | Kupa és Ligakupa | Kupa és Ligakupa | Nemzetközi | Nemzetközi | Összesen | Összesen |
| Klub     | Szezon   | Osztály          | Meccs     | Gól       | Meccs            | Gól              | Meccs      | Gól        | Meccs    | Gól      |
| -------- | -------- | ---------------- | --------- | --------- | ---------------- | ---------------- | ---------- | ---------- | -------- | -------- |
| Espanyol | 2010–11  | La Liga          | 3         | 0         | 0                | 0                | —          | —          | 3        | 0        |
| Espanyol | 2013–14  | La Liga          | 33        | 2         | 4                | 1                | —          | —          | 37       | 3        |
| Espanyol | 2014–15  | La Liga          | 1         | 0         | 0                | 0                | —          | —          | 1        | 0        |
| Espanyol | Összesen | Összesen         | 37        | 2         | 4                | 1                | 0          | 0          | 41       | 3        |
| Napoli   | 2014–15  | Serie A          | 32        | 1         | 3                | 0                | 9          | 1          | 44       | 2        |
| Napoli   | 2015–16  | Serie A          | 25        | 1         | 2                | 0                | 8          | 0          | 35       | 1        |
| Napoli   | Összesen | Összesen         | 57        | 2         | 5                | 0                | 17         | 1          | 79       | 3        |
| Espanyol | 2016–17  | La Liga          | 36        | 3         | 1                | 0                | —          | —          | 37       | 3        |
| Espanyol | 2017–18  | La Liga          | 37        | 1         | 6                | 0                | —          | —          | 43       | 1        |
| Espanyol | 2018–19  | La Liga          | 21        | 0         | 3                | 0                | —          | —          | 24       | 0        |
| Espanyol | 2019–20  | La Liga          | 32        | 4         | 1                | 0                | 3          | 0          | 36       | 4        |
| Espanyol | 2020–21  | Segunda División | 37        | 1         | 1                | 0                | —          | —          | 38       | 1        |
| Espanyol | 2021–22  | La Liga          | 18        | 0         | 0                | 0                | —          | —          | 18       | 0        |
| Espanyol | Összesen | Összesen         | 181       | 9         | 12               | 0                | 3          | 0          | 196      | 9        |
| Girona   | 2022–23  | La Liga          | 9         | 2         | 0                | 0                | —          | —          | 9        | 2        |
| Összesen | Összesen | Összesen         | 284       | 15        | 21               | 1                | 20         | 1          | 225      | 17       |

## Sikerei, díjai
Napoli
- Olasz Szuperkupa
  - Győztes (1): 2014

Espanyol
- Segunda División
  - Feljutó (1): 2020–21

## Fordítás
Ez a szócikk részben vagy egészben  a   David López (footballer, born 1989) című angol Wikipédia-szócikk fordításán alapul.  Az eredeti cikk szerkesztőit annak laptörténete sorolja fel. Ez a jelzés csupán a megfogalmazás eredetét és a szerzői jogokat jelzi, nem szolgál a cikkben szereplő információk forrásmegjelöléseként.